# Ceratophyllum muricatum
Ceratophyllum muricatum (кушир колючий) — вид кушироцвітих рослин родини куширових.

## Поширення, екологія
Поширений у Європі, Азії та Африці. Часто росте в ставках, річкових басейнах та озерах.

## Морфологія
Це багаторічна водна рослина, як правило, підводна, без коренів або рідко укорінена. Листки 3–4 рази пальчасті; кінцеві сегменти листя ниткоподібні, цілі або з кількома, на нерегулярній відстані зубчиками. Рослини однодомні, чоловічі та жіночі квітки поодинокі або в малоквіткових кластерах, сидячі в пазухах листків, дуже маленькі, чашолистки і пелюстки відсутні. Плід — сім'янка в основному з кількома шипами, 4,5–7 мм завдовжки, яйцювата. Період цвітіння: початок літа; період плодоношення: серпень —вересень.

## Використання
У Південно-Східній Азії (Китай, Камбоджа, Лаос), ця рослина використовується для годування качок і риби в господарствах і рибних ставках, відповідно. Вид також використовується в акваріумах.